# Avaux
 Avaux  es una comuna y población de Francia, en la región de Champaña-Ardenas, departamento de Ardenas, en el distrito de Rethel y cantón de Asfeld.
Su población en el censo de 1999 era de 454 habitantes.
Está integrada en la Communauté de communes de l’Asfeldois .

## Demografía
| 355 | 327 | 317 | 293 | 404 | 454 |
| Para los censos de 1962 a 1999 la población legal corresponde a la población sin duplicidades (Fuente: INSEE [Consultar]) |     |     |     |     |     |